# Igor Vasilyev
Igor Vasilyev (en ruso: Игорь Владимирович Васильев; volgogrado, Unión Soviética; 1 de abril de 1964-26 de mayo de 2023) fue un jugador y entrenador de balonmano ruso que fue campeón olímpico.

## Carrera

### Club
| Periodo   | Club                    |
| --------- | ----------------------- |
| 1986-1992 | Kaustik Volgograd       |
| 1992-1993 | Atlético de Madrid      |
| 1993-1994 | TSG Altenhagen-Heepen   |
| 1994-1995 | HSC Suhr Aarau          |
| 1996      | Kaustik Volgograd       |
| 1996-2000 | HSG Dornheim/Groß-Gerau |

### Selección nacional
Jugó para Unión Soviética, Equipo Unificado y Rusia, ganó la medalla de oro en la Universiada de 1990, los Juegos Olímpicos de Barcelona 1992 y el Campeonato Mundial de Balonmano Masculino de 1993; además de ser finalista del Campeonato Europeo de Balonmano Masculino de 1994 y medallista de plata en los Goodwill Games de 1994.

### Entrenador
| Periodo   | Club                  |
| --------- | --------------------- |
| 2005-2006 | TV Nieder-Olm         |
| 2007-2011 | SG Wehrheim/Obernhain |

## Logros

### Club
- Liga de Rusia de balonmano (1): 1996

### Selección nacional
- Juegos Olímpicos (1): 1992
- Campeonato Mundial de Balonmano Masculino (1): 1993
- Universiada (1): 1990